# كسينيا كونكينا
كسينيا أليكسيفنا كونكينا (الروسية: Ксеньия Аlekseevna Konkina؛ من مواليد 5 يوليو 2001 في كراسنوغورسك، روسيا) هي لاعبة رقص على الجليد روسية، شاركت مع لاعبة الراقص على الجليد السابق في بافل دروزد، حصلت على الميدالية الفضية عن فئة الرقص على الجليد ضمن مسابقة سلسلة التحدي التابعة للاتحاد الدولي للتزلج في كأس التزلج على الجليد الآسيوية المفتوحة 2019 والميدالية الفضية في كأس وارسو 2019.

## مسيرتها الرياضية
بدأت كونكينا التزلج في عام 2005. وفي وقت مبكر من حياتها المهنية، تنافست مع جورجي ريفيا. احتلت كونكينا/ريفيا المركز الرابع في بطولة الولايات المتحدة للناشئين للتزلج على الجليد عام 2015 وفازت بميداليتين دوليتين للناشئين، في بطولة ليك بلاسيد الدولية للرقص على الجليد 2015 وكأس تالين عام 2015.
موسم 2016-2017
تعاونت كونكينا مع جريجوري ياكوشيف في عام 2016 وفازت بالميدالية الفضية في كأس تالين 2016. واحتلت المركز الخامس في بطولة روسيا 2017.
موسم 2017-2018
تم تكليف كونكينا/ياكوشيف بأولى أحداث الجائزة الكبرى للناشئين. وفازتا بالميدالية الفضية في بطولة 2017 الجائزة الكبرى للناشئين في النمسا والبرونزية في بطولة 2017 الجائزة الكبرى للناشئين في كرواتيا. واحتلت كونكينا/ياكوشيف المركز السادس في بطولة روسيا 2018.

## موسم 2018-2019
تعاونت كونكينا مع ألكسندر فاخنوف قبل الموسم وانتقلت للتدرب معه تحت قيادة سفيتلانا ليابينا في موسكو. وفازتا بالميدالية البرونزية في مسابقتهما الدولية الوحيدة، بطولة 2018 الجائزة الكبرى للناشئين في كندا،
أعلن بافيل دروزد أنه سيتعاون مع كونكينا في نوفمبر 2018. انتقلت إلى مجموعة ألكسندر زولين للتدريب معه. ظهرت كونكينا/دروزد لأول مرة على المستوى الدولي في كأس أوبن آيس مول 2019، حيث فازت بالميدالية البرونزية.

## موسم 2019-2020
افتتحت كونكينا/دروزد موسمها بالفوز بالميدالية الذهبية في كأس شمال الراين-وستفاليا 2019 في دورتموند، ألمانيا. ثم فازت بالميدالية الفضية في كأس آسيا سلسلة التحدي المفتوحة 2019 خلف كريستينا كاريرا / أنتوني بونومارينكو من الولايات المتحدة. فازت كونكينا/دروزد مرة أخرى بالميدالية الفضية في كأس سلسلة التحدي في وارسو 2019، خلف ماري جاد لوريولت / رومان لو جاك من فرنسا.

## موسم 2020-2021
كان من المقرر أن يشارك فريق كونكينا/دروزد لأول مرة في بطولة الجائزة الكبرى في كأس روستيليكوم 2020، لكنه انسحب. وانقسم الفريق في وقت لاحق من الموسم. وأعلن مدربهم ألكسندر زولين أن كونكينا أصيبت بمرض خطير غير محدد وأن تأثيره على صحتها منعها من مواصلة مسيرتها المهنية.